# Malmö Fotbollförening 2010
Questa voce raccoglie le informazioni riguardanti il Malmö Fotbollförening nelle competizioni ufficiali della stagione 2010.

## Divisa e sponsor
Le divise della squadra (prodotte dalla Puma) rimangono invariate anche nella stagione 2010, con l'unica differenza che non viene impresso nessuno sponsor ufficiale.
| Casa | Trasferta |  |

## Organigramma societario
Area direttiva
Presidente:  Håkan Jeppsson
Direttore generale:  Pelle Svensson
Direttore sportivo:  Hasse Borg
Area tecnica
Allenatore:  Roland Nilsson
Vice allenatore:  Josep Clotet Ruiz
Allenatore dei portieri:  Jonnie Fedel
Responsabile tecnico:  Staffan Tapper

## Calciomercato

### Sessione invernale
| Arrivi | Arrivi        | Arrivi        | Arrivi         |
| R.     | Nome          | da            | Modalità       |
| ------ | ------------- | ------------- | -------------- |
| C      | Robin Nilsson | Ängelholms FF | prestito       |
| D      | Joseph Elanga | Brøndby       | parametro zero |

| Partenze | Partenze          | Partenze         | Partenze       |
| R.       | Nome              | a                | Modalità       |
| -------- | ----------------- | ---------------- | -------------- |
| P        | Jonas Sandqvist   | Atromītos        | fine contratto |
| D        | Gabriel           | Manisaspor       | fine contratto |
| D        | Philip Milenković | svincolato       |                |
| D        | Anes Mravac       | Limhamn Bunkeflo | prestito       |
| C        | Babis Stefanidis  | Brommapojkarna   | definitivo     |
| C        | Niklas Hansson    | ritirato         |                |

### Sessione estiva
| Arrivi | Arrivi         | Arrivi   | Arrivi     |
| R.     | Nome           | da       | Modalità   |
| ------ | -------------- | -------- | ---------- |
| C      | Yago Fernández | Espanyol | definitivo |

| Partenze | Partenze             | Partenze      | Partenze   |
| R.       | Nome                 | a             | Modalità   |
| -------- | -------------------- | ------------- | ---------- |
| C        | Robin Nilsson        | Ängelholms FF | riscatto   |
| C        | Robert Åhman-Persson | AIK           | definitivo |
| A        | Edward Ofere         | Lecce         | riscatto   |

## Rosa
| N. |                        | Ruolo | Calciatore        |
| -- | ---------------------- | ----- | ----------------- |
| 2  | Danimarca (bandiera)   | D     | Ulrich Vinzents   |
| 4  | Camerun (bandiera)     | D     | Joseph Elanga     |
| 5  | Serbia (bandiera)      | C     | Miljan Mutavdžić  |
| 6  | Finlandia (bandiera)   | D     | Markus Halsti     |
| 7  | Svezia (bandiera)      | A     | Daniel Larsson    |
| 8  | Svezia (bandiera)      | D     | Daniel Andersson  |
| 9  | Brasile (bandiera)     | C     | Wilton Figuereido |
| 10 | Paesi Bassi (bandiera) | C     | Rick Kruys        |
| 11 | Svezia (bandiera)      | C     | Jeffrey Aubynn    |
| 14 | Svezia (bandiera)      | C     | Guillermo Molins  |
| 15 | Svezia (bandiera)      | D     | Pontus Jansson    |
| 16 | Portogallo (bandiera)  | D     | Yago Fernández    |
| 17 | Svezia (bandiera)      | C     | Ivo Pękalski      |

| N. |                           | Ruolo | Calciatore       |
| -- | ------------------------- | ----- | ---------------- |
| 20 | Brasile (bandiera)        | D     | Ricardo          |
| 21 | Svezia (bandiera)         | C     | Jimmy Durmaz     |
| 22 | Svezia (bandiera)         | D     | Filip Stenström  |
| 23 | Svezia (bandiera)         | A     | Agon Mehmeti     |
| 25 | Cecoslovacchia (bandiera) | P     | Dušan Melichárek |
| 26 | Svezia (bandiera)         | C     | Jiloan Hamad     |
| 27 | Svezia (bandiera)         | P     | Johan Dahlin     |
| 28 | Svezia (bandiera)         | A     | Alex Nilsson     |
| 29 | Svezia (bandiera)         | D     | Jasmin Sudić     |
| 30 | Svezia (bandiera)         | P     | Dejan Garača     |
| 36 | Svezia (bandiera)         | C     | Muamet Asanovski |
| 44 | Svezia (bandiera)         | A     | Dardan Rexhepi   |

## Statistiche

### Statistiche di squadra
| Competizione  | Punti | Totale | Totale | Totale | Totale | Totale | Totale | D.R. |
| Competizione  | Punti | G      | V      | N      | P      | Gf     | Gs     | D.R. |
| ------------- | ----- | ------ | ------ | ------ | ------ | ------ | ------ | ---- |
| Allsvenskan   | 67    | 30     | 21     | 4      | 5      | 59     | 24     | +35  |
| Svenska Cupen | -     | 2      | 1      | 0      | 1      | 4      | 2      | -    |
| Totale        | -     | 32     | 22     | 4      | 6      | 63     | 25     |      |